# Brestovačka Brda
Brestovačka Brda (česky Brestovská Brda) je malá vesnice v Chorvatsku v Bjelovarsko-bilogorské župě, spadající pod opčinu Končanica. Nachází se asi 8 km západně od Daruvaru. V roce 2011 zde žilo 33 obyvatel. V roce 1991 bylo 25 % obyvatel (11 z tehdejších 44 obyvatel) české národnosti.

## Sousední sídla
| Růžice kompasu |                  | Daruvarski Brestovac | Gornji Daruvar | Růžice kompasu |
| Růžice kompasu |                  | Sever                | Ivanovo Polje  | Růžice kompasu |
| Růžice kompasu | Brestovačka Brda |                      | Ivanovo Polje  | Růžice kompasu |
| Růžice kompasu | Jih              |                      | Ivanovo Polje  | Růžice kompasu |
| Růžice kompasu | Dežanovac        |                      |                | Růžice kompasu |